# Cancer de François Mitterrand

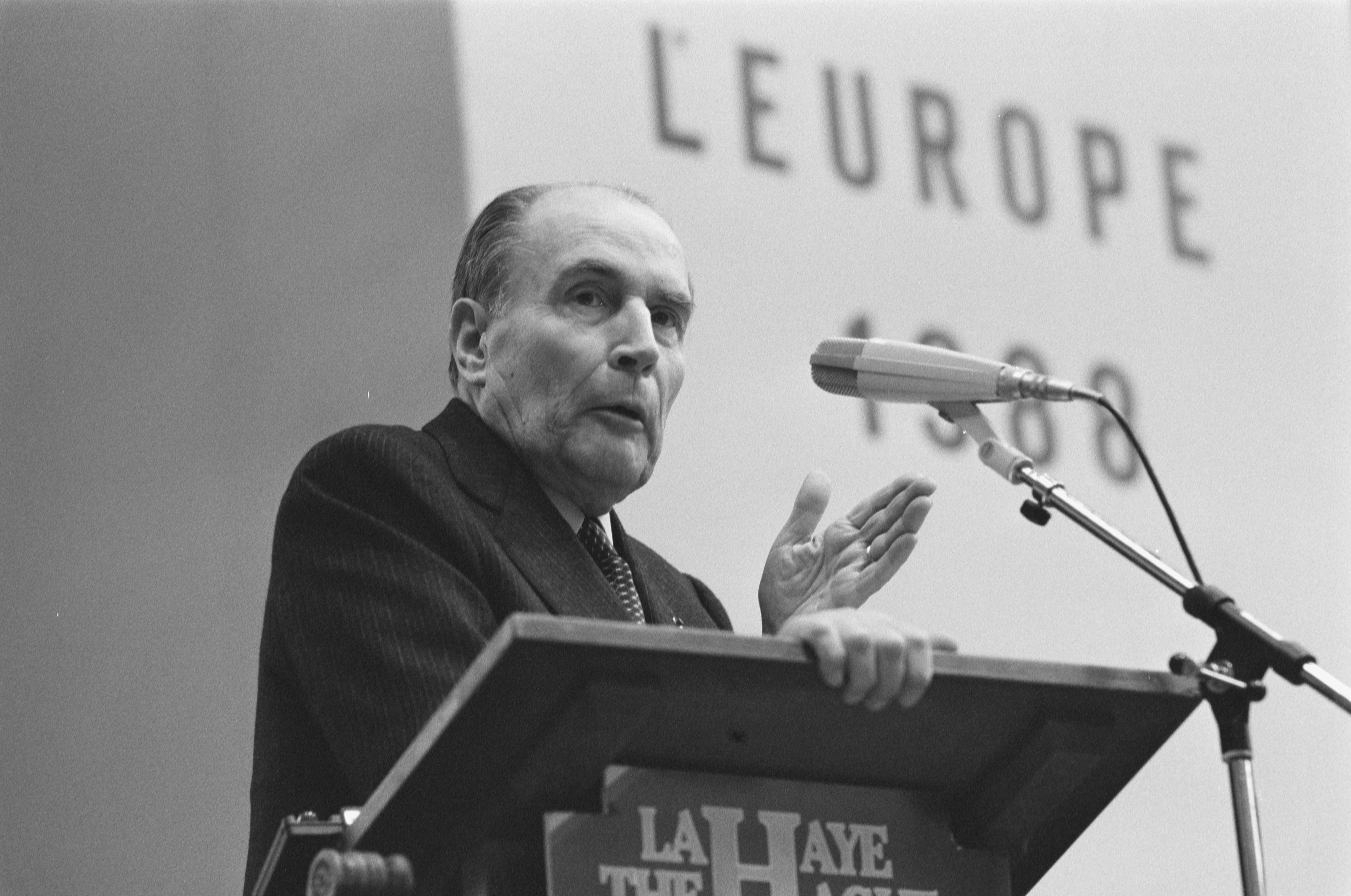
François Mitterrand en 1988.

Le cancer de François Mitterrand est le sujet d'un scandale politique français ayant été rendu public au milieu du second septennat de François Mitterrand. En 1992, à la suite d'une opération chirurgicale, il est révélé que le président de la République est atteint d'un cancer. Dans les mois qui suivent, les rumeurs enflent et il est révélé que François Mitterrand se savait atteint d'un cancer depuis 1981.

## Contexte

### Un cancer familial
François Mitterrand provient d'une famille où le cancer de la prostate a tué plusieurs hommes : son père, après deux ans de souffrances, ainsi que son frère Philippe. Ce cancer a été jugulé chez Jacques et Robert Mitterrand. François Mitterrand est toutefois sceptique à l'égard des médecins, déclarant que « [ce] sont tous des Diafoirus ».

### Une demande croissante de transparence sur la santé des présidents de la République
Après la mort de Georges Pompidou des suites de la maladie de Waldenström, émerge en France une demande de transparence à l'égard des présidents de la République. Valéry Giscard d'Estaing joue, durant sa campagne électorale, sur sa jeunesse et donc son absence de maladies. Il promet durant sa campagne de faire publier des bulletins de santé de manière régulière, ce qui n'a finalement pas lieu.
En 1981, peu après son accession au pouvoir, François Mitterrand publie un bulletin médical ; il entend alors « rendre publiques les informations que les Français sont en droit d'attendre de celui qu'ils ont choisi pour assumer la plus haute charge de l'État ». Il revient sur le sujet à la fin de l'année 1981 : « Le problème essentiel est que les ennuis de santé ne doivent pas être tels qu'ils puissent nuire à la fonction. C'est ça la morale qu'un responsable politique doit respecter ».

## Evolution de la maladie

### Premier septennat
Dès décembre 1980, François Mitterrand commence à souffrir du dos et de la jambe, et arrête de pratiquer le tennis. En septembre 1981, après son élection, il arrête de monter par l'escalier intérieur de l'Élysée et n'utilise plus que l’ascenseur. Le 10 octobre 1981, au Caire pour les obsèques du président Sadate, il se met à se déplacer avec difficulté, traînant de la jambe. Jacques Attali lui propose d'appeler le professeur Adolphe Steg pour qu'il lui conseille un rhumatologue.
Lorsqu'il revient du sommet de Cancun, le docteur Claude Gubler décide d'envoyer le président à l'Hôpital d'instruction des armées du Val-de-Grâce pour passer des examens médicaux. Tout cela se fait dans le secret, le samedi 7 novembre 1981, sous le pseudonyme d'Albert Blot. À la suite d'une scintigraphie, examen diagnostique dont le but est de déceler d'éventuelles métastases osseuses, il est diagnostiqué d'un cancer de la prostate.
Le 13 novembre, Gubler annonce au Président sa maladie à demi-mot, mais le Président semble ne pas comprendre l'ampleur de son mal. Le professeur Adolphe Steg le rencontre le 16 novembre et lui annonce que son cancer de la prostate est diffusé dans les os. Les médecins lui apprennent qu'il lui reste entre trois mois et trois ans à vivre,.
L'information est tenue secrète, et seuls des très proches au palais de l'Élysée sont mis dans la confidence, dont son conseiller spécial Jacques Attali, son compagnon de route Pierre Bérégovoy et son conseiller André Rousselet, le 17 novembre. Sa maîtresse Anne Pingeot est également mise au courant, tandis que sa femme Danielle Mitterrand est tenue à l'écart du secret. Il semblerait que plusieurs journalistes aient été au courant mais aient gardé le secret, dont Charles Villeneuve. Le journaliste Alain Duhamel, qui côtoyait Mitterrand dans le cadre de son activité d'éditorialiste, n'y croyait pas du tout.
Dès le lendemain du diagnostic, Mitterrand subit un traitement intraveineux quotidien qui durera jusqu'en février 1982. Afin de ne laisser absolument aucune trace, toutes les seringues et compresses sont détruites dans le four d'une clinique que le docteur Gubler peut fréquenter discrètement. Les rares individus chargés de traiter cette maladie secrète forment une organisation quasi clandestine : outre Gubler, le professeur Steg, qui l'opérera, le directeur central du Service de santé des armées, et l'infirmière Joëlle Govin sont dans le secret.
Le président ordonne à Gubler de falsifier ses bulletins de santé dès celui de décembre 1981, considérant la santé du président de la République comme tombant dans la catégorie du secret d'État. Afin de couper court à toute rumeur, le docteur dissimule le cancer derrière une simple sciatique. Parallèlement, François Mitterrand prend des médicaments et suit une hormonothérapie. Celles-ci font effet car le traitement a des résultats satisfaisants.
Lors d'un voyage diplomatique en Allemagne en mai 1982, le président est victime d'une embolie pulmonaire pendant la nuit, ce qui contraint le docteur Gubler à intervenir en urgence. La prise en charge rapide fait que nul ne remarque quoi que ce soit le lendemain.
À partir de 1984, François Mitterrand est remis de sa maladie, bien qu'il continue de prendre des médicaments quotidiens. Il se représente à l'élection présidentielle de 1988 sans demander l'avis de ses médecins.

### Deuxième septennat
Alors que François Mitterrand se croyait remis, son cancer se réveille à nouveau au début de l'année 1990. L'intensité de la douleur aurait fait songer le président à démissionner, et il aurait, selon sa conseillère Laurence Soudet, rédigé sa lettre de démission. Cette version est corroborée par certains de ses proches, dont Michel Charasse ainsi que sa maîtresse, Claire, avec qui il est en train de rompre. De plus, à ce moment, son fils Jean-Christophe est impliqué dans une affaire douteuse en Côte d'Ivoire, tandis que ses relations se tendent avec sa femme Danielle, et sa fille Mazarine Pingeot.
Ses médecins, dans la confidence, le suivent discrètement partout pour le prendre en charge en cas de crise. Lors de sa rencontre avec George H. W. Bush le 19 avril 1990, la maladie ronge visiblement le président ; le Time le remarque et publie en août un article appelé « France: Mystery Malady » (« France : maladie mystère »), que certains interprètent en France comme une tentative de déstabilisation de Mitterrand par la Central Intelligence Agency.
À la mi-juin 1990, le Président décide de dévoiler partiellement la vérité dans le bulletin de santé de fin juillet. Il confie à Gubler qu'il est possible qu'il démissionne en août. Pour préparer psychologiquement les Français, il décide de laisser filtrer dans le bulletin de santé quelques sous-entendus ; le document laisse entendre que le Président est très fatigué et qu'il va procéder prochainement à des examens. Seulement, les conseillers du Président Jean-Louis Bianco, Hubert Védrine et Michel Charasse bloquent sa publication, estimant que c'était trop risqué dans le cas où Mitterrand venait à renoncer à quitter son poste, ce qui fut bien le cas.
Jusqu'en septembre 1992, le président dissimule sa maladie. Le 3 septembre 1992 se déroule un débat télévisé avec Philippe Séguin dans le cadre du référendum sur le traité de Maastricht : il sera ultérieurement révélé qu'à chaque coupure publicitaire, une unité de soin mobile soigne le président, ce qui conduit Séguin, qui en est témoin, à modérer ses critiques face à son contradicteur,. La maladie se développant, Gubler et Steg convainquent Mitterrand de la nécessité d'une opération chirurgicale, alors que le président hésite et essaie des traitements non conventionnels. Les deux médecins finissent par le convaincre : Steg effectue une résection endoscopique sur le chef de l’État le 11 septembre 1992 à l'hôpital Cochin.
Le cancer est alors rendu public, mais l'Élysée écrit qu'il vient à peine d'être détecté chez le président. Afin qu’il ne soit pas découvert que le cancer était apparu onze ans plus tôt, les fragments cancéreux sont envoyés dans un autre hôpital sous une fausse identité. C'est alors que le docteur Jean-Pierre Tarot récupère les flacons au coin d'une rue et les envoie à un autre service pour examen.
Deux nouveaux acteurs entrent après l'opération dans la vie médicale du président. Sur les conseils d'une amie d'Anne Pingeot, Philippe de Kuyper, un adepte de « médecines naturelles » et de certains produits frappés d'interdiction, commence à faire des prescriptions au président. Aussi, le professeur Pontes, un médecin américain de Détroit, qui a traité Robert Mitterrand, sans presque avoir jamais vu le patient, lui fait subir entre octobre 1993 et juillet 1994 un traitement chimiothérapique contre l'avis de Gubler et Steg.
François Mitterrand est considérablement affaibli par ces traitements. En juillet 1994, il subit une nouvelle opération et jusqu'à la fin de l'année 1994, il subit cinq séances de radiothérapie par semaine. Le journal Libération cite Jean Guitton qui affirme que le président, dont il est un ami, lui aurait confié ne plus avoir que six mois à vivre.
Le Dr Gubler est limogé en 1995 dans le cadre d'une guerre d'influence entre les différents docteurs entourant le président de la République.
La dernière année du second septennat est la plus douloureuse pour le Président, qui subit une radiothérapie et souffre de saignements de nez. Il suit un traitement antalgique qui lui permet de continuer à exercer ses fonctions.

## Révélation publique

### Premières médiatisations (1981)
Les rumeurs sur l'état de santé de François Mitterrand commencent dès la cérémonie du 11 novembre 1981, à l'arc de triomphe de l'Étoile, où les journalistes se rendent compte que le président avait des difficultés à marcher, et émettent l'hypothèse du cancer. Le Président évacue la rumeur en déclarant sur le ton de l'humour au cardinal Vilnet, président de la conférence épiscopale : « Vous voyez, monseigneur, mon cancer se porte bien ! ».
Le journal Paris Match obtient l'information que le président s'est rendu au Val-de-Grâce dès la fin de l'année, et la publie.

### Médiatisations ultérieures (1992-1996)
Après l'opération chirurgicale du président en 1992, le professeur Bernard Debré, qui dirige le service opératoire où Steg a opéré, refuse de déclarer si le président est entièrement guéri, déclarant : « Il y a le communiqué de l'Élysée, moi je vous dis simplement les faits, je ne peux pas vous dire autre chose. Il y a un certain nombre de secrets médicaux qu'on ne peut révéler ». Cela lance alors les rumeurs sur la santé du Président. 
La rumeur s'amplifiant jour après jour, l'Élysée publie un communiqué révélant le cancer de la prostate du président, mais arrange la vérité en déclarant que « la maladie a été prise à son stade initial ». Cinq jours après l'opération, pour la première fois, un président de la République française en exercice parle d'une maladie dont il est atteint. Cela a pour objectif de faire cesser les rumeurs sur l'état de santé du président.
Dans les années qui suivent la révélation, les hypothèses se multiplient quant à la date à laquelle François Mitterrand a appris son cancer. Certains évoquent la possibilité que le président ait eu connaissance de cette maladie dès 1981, quand d'autres pensent qu'il ne l'a apprise qu'en 1988. Le cancer de la prostate étant particulièrement lent et s'étendant sur une dizaine ou une quinzaine d'années, il devient clair que François Mitterrand avait connaissance de sa condition dès le début de son premier septennat. Lorsqu'il vérifie les épreuves de Verbatim d'Attali en 1993, il lui fait savoir par un tiers qu'il ne souhaite pas que son cancer soit mentionné dans le livre, car cela aurait confirmé au grand public qu'il était présent depuis 1981.
Une dizaine de jours après la mort de François Mitterrand en janvier 1996, le Dr Gubler publie un ouvrage, Le Grand secret, dans lequel il trahit le secret médical et révèle que le cancer du Président a été détecté dès la fin de l'année 1981.

## Conséquences de la maladie sur l'action de François Mitterrand

### Un handicap physique important
Pour certains de ceux qui côtoyaient François Mitterrand (des journalistes ou le Premier ministre Édouard Balladur), sa souffrance et sa fatigue physique l'obligent à déléguer beaucoup de ses prérogatives. La cohabitation permet à Mitterrand de déléguer de manière légitime, l'Élysée n'ayant plus de prérogatives que dans les domaines des relations internationales et de la défense.
Selon sa conseillère Anne Lauvergeon, le Président, à la fin du septennat, restait certains jours allongé, et ne descendait en costume que pour assurer ses réunions. En 1994, il ne sent parfois plus ses jambes et doit utiliser une chaise à porteurs pour se déplacer.
Claude Gubler affirme que sa maladie ne l'a pas empêché d’assumer ses fonctions, sauf pendant plusieurs semaines à la fin de l'année 1994. Il écrit ainsi : « En novembre 1994, j'estimais que François Mitterrand n'était plus capable d'assumer le mandat pour lequel il avait été élu. À cette époque, son programme quotidien se déroulait dans son lit. Il arrivait le matin à l'Élysée vers 9h30 et se recouchait jusqu'à l'heure du déjeuner. […] Il ne travaillait plus, car rien ne l'intéressait sauf sa maladie ». Cette déclaration est cependant nuancée par les archives de l'Élysée, qui montrent qu'il travaillait encore sur ses dossiers, bien que depuis son lit.

### Une intégrité intellectuelle préservée
Selon le Dr Gubler et tous ceux qui ont travaillé avec le président, François Mitterrand était en pleine capacité de gouverner lorsqu'il sollicite un second mandat lors de l'élection présidentielle de 1988. Il remarque qu'à partir de 1983, les traitements contre la maladie modifient le caractère de Mitterrand : « son comportement a évolué vers la récrimination permanente, l'agacement teinté de dénigrement. Les effets de son traitement ne sont pas totalement étrangers à la transformation de son caractère ».
Les journalistes et ministres qui côtoient François Mitterrand durant le second septennat remarquent que sa souffrance physique n'a diminué à aucun moment sa capacité intellectuelle à exercer pleinement son mandat. Ainsi, l'étude des archives montre que moins de quarante-huit heures après son opération de la prostate en 1992, il travaille de nouveau à l’Élysée. Édouard Balladur soutient que le président travaillait moins à partir de la mi-1994 que par le passé, mais que « ses capacités, son jugement demeuraient intacts. Jamais je n'avais constaté qu'il fût en défaut ».